# Фуранеол
Фуранеол («клубничный» фуранон) — органическое соединение, производное фурана с приятным запахом клубники, использующееся в парфюмерии. Представляет собой бесцветные кристаллы, растворимые в воде и органических растворителях.

## Нахождение в природе и запах
В малых концентрациях фуранеол имеет приятный запах клубники, из-за чего используется в парфюмерии для придания соответствующего аромата. В природе обнаружен во многих ягодах и фруктах, например, клубнике, ананасе, гречихе и томатах.
В природе образуется в результате процесса окисления (дегидратации) глюкозы.

## Стереоизомерия
Молекула фуранеола содержит 1 атом углерода, являющийся стереоцентром, поэтому существует 2 оптических изомера фуранеола; аромату клубники в большей степени отвечает запах R-изомера  .
| (S)-изомер | (R)-изомер |